# Oranais
Oranais, também designado como abricotine, é um bolo tradicional da culinária da Argélia, do tipo viennoiserie, constituído por massa brioche ou massa folhada recheada com crème pâtissière, apresentando duas orelhas com alperce e açúcar.. A sua forma pode também fazer lembrar um par de óculos (sendo as lentes representadas pelos alperces), tendo dado origem a um outro nome pelo qual também é conhecido: lunette aux abricots (óculos com alperces).
Este bolo é atualmente consumido na Argélia, na Bélgica, em Espanha, no Quebeque e em França.

## História
O oranais é um bolo do tipo viennoiserie criado na Argélia, na região de
Orão, durante a colonização francesa. Por um lado, o crème pâtissière marca
uma influência francesa clara e, por outro, o aperce era, na altura, cultivado intensivamente na Argélia. A receita acabou por viajar para a Europa durante o período colonial e ainda mais intensamente após a chegada dos pieds-noirs à França, em 1962.